# Bupleurum dielsianum
Bupleurum dielsianum är en flockblommig växtart som beskrevs av H.Wolff. Bupleurum dielsianum ingår i släktet harörter, och familjen flockblommiga växter. Inga underarter finns listade i Catalogue of Life.